# Емілі Кокс
Емілі Кокс (нар. 23 лютого 1985) — британсько-ірландська актриса, що народилася у Відні (Австрія), а зараз проживає, почергово, в Берліні та Відні. Вона зіграла головну жіночу роль Бріди в британському телесеріалі «Останнє королівство „ (2015—2022).

## Життєпис
Кокс народилася 1985 року у Відні в сім'ї британця та матері-ірландки. Пізніше її батьки розлучилися. Обидва вони піаністи, які спочатку приїхали до Відня за грантом для музикантів. Кокс виросла у Відні та закінчила середню школу у 2003 році. Вона зацікавилася акторською майстерністю після того, як зіграла у виставі на уроках англійської мови під час останнього року навчання в середній школі. Після закінчення школи вона продовжила вивчати акторську майстерність у семінарі Макса Райнгардта . У 2008 році згідно з контрактом вона виступала акторкою в Theater in der Josefstadt у Відні. У 2011 році Кокс переїхала до Берліна і з тих пір вона знімається в різних фільмах і серіалах на німецькому та австрійському телебаченні, у тому числі в кількох серіях телесеріалу Місце злочину. З 2015 по 2022 рік вона грала роль вікінга та англосаксонської жінки Бріди в серіалі "Останнє королівство ", завдяки чому стала відомою світовій аудиторії.
Кокс також знялася в кількох фільмах для великого екрана, включаючи "Безбатьківців" (2011), "Тиху гору " та «Голову, повну меду» (2018).

## Фільмографія
| Рік  | Назва              | Роль                               | Примітки |
| ---- | ------------------ | ---------------------------------- | -------- |
| 2009 | Dutschke           | Гретхен Дачке                      |          |
| 2010 | Рамбок             | Аніта                              |          |
| 2011 | Безбатьківці       | Мізі                               |          |
| 2014 | Пляж Футуро        | Нанна                              |          |
| 2014 | Тиха гора          | Лізл Грубер                        |          |
| 2018 | Голова, повна меду | Керівниця будинку для літніх людей |          |

| Рік       | Назва               | Роль        | Примітки         |
| --------- | ------------------- | ----------- | ---------------- |
| 2015      | Батьківщина         | Клаудія     | 1 епізод         |
| 2016      | Спурен де Бозен     | Аніта       | 1 епізод «Liebe» |
| 2015—2022 | Останнє королівство | Бріда       |                  |
| 2017—2020 | Ривки               | Емілі       |                  |
| 2022      | Альма й Оскар       | Альма Малер |                  |